# Bachabschlag

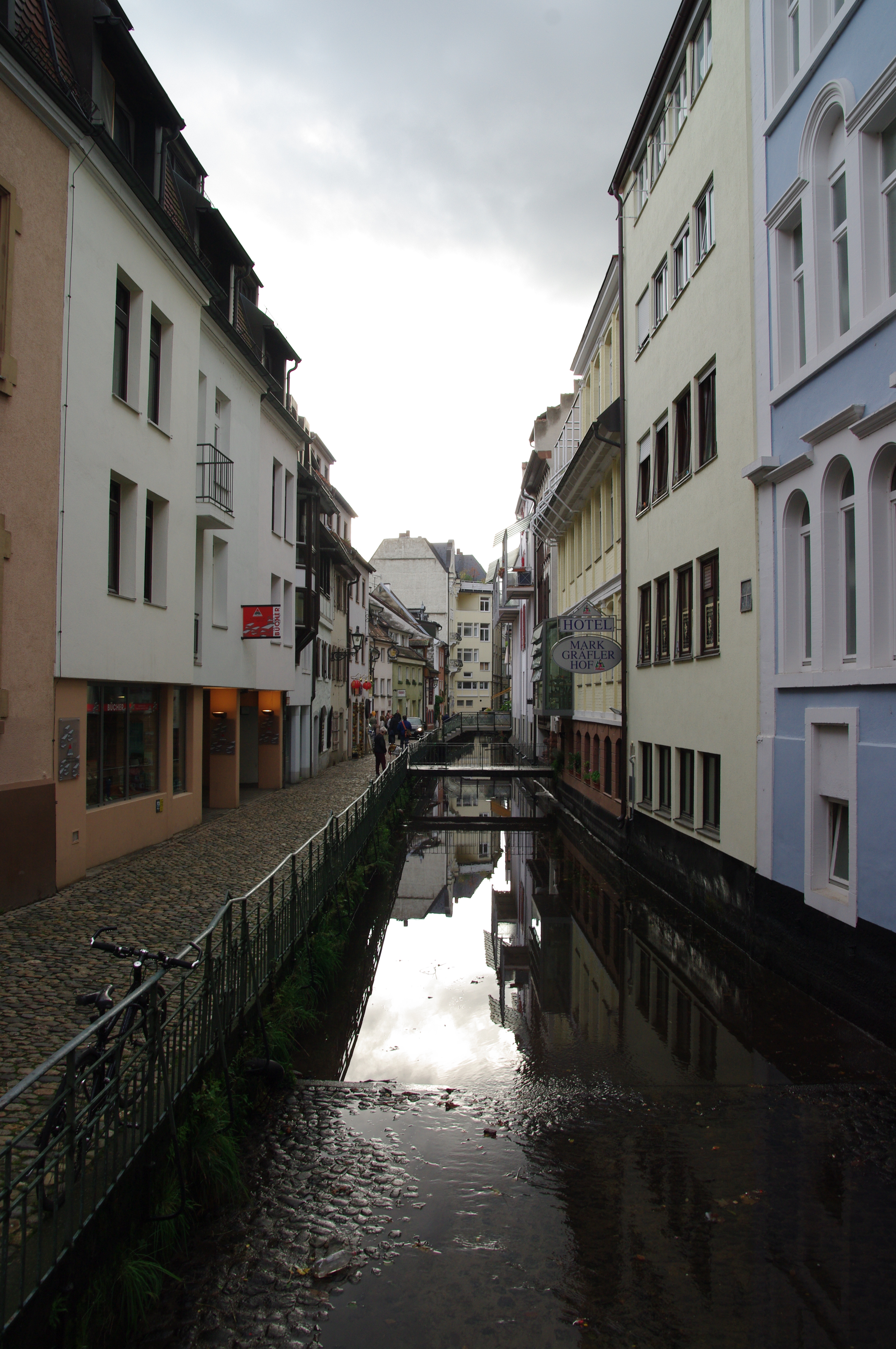
Fischerau in Freiburg während des Bachabschlags 2009

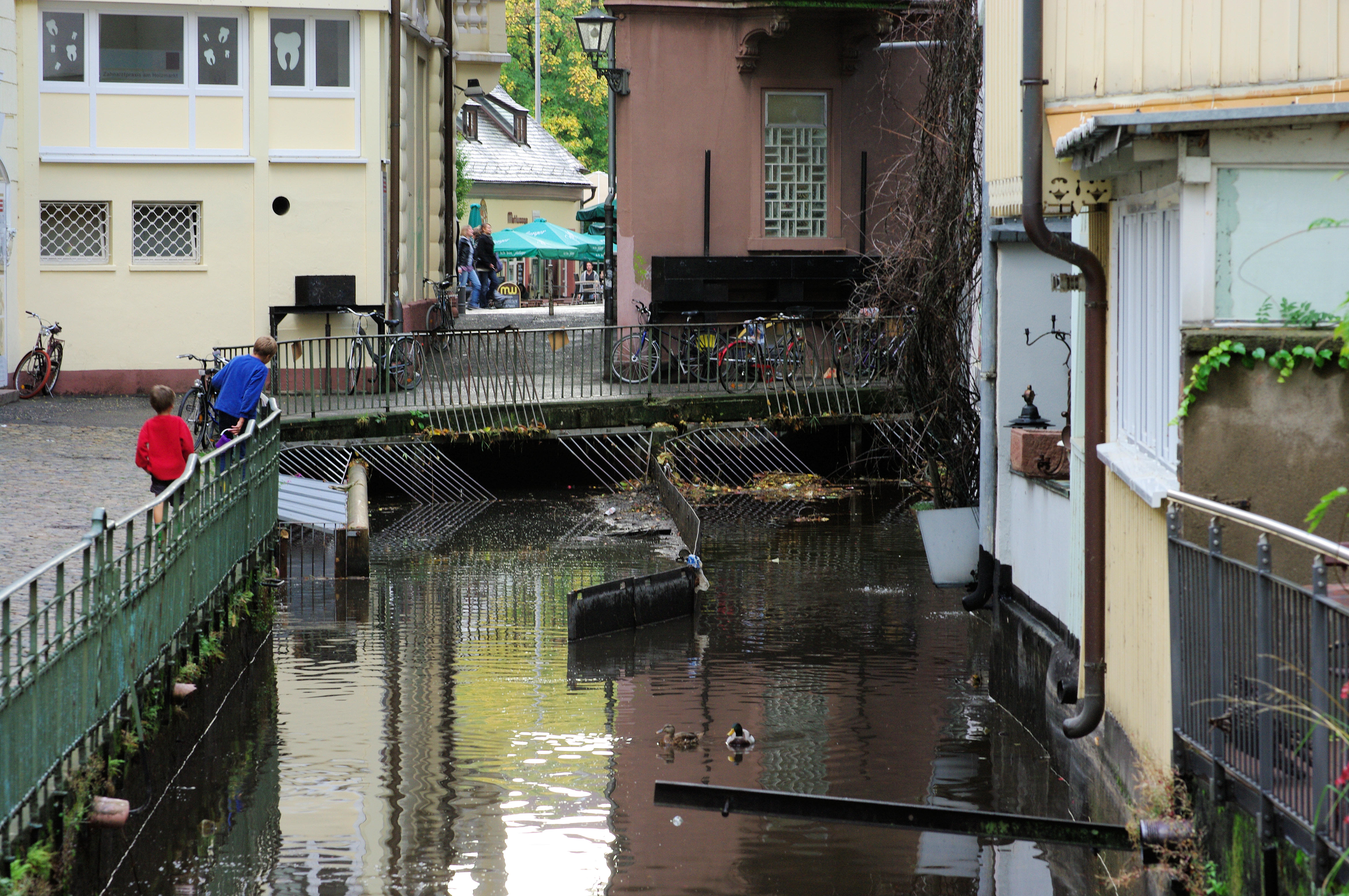
Ewiger Teiler in der Fischerau während des Bachabschlags 2009

Der Bachabschlag ist eine Bezeichnung für das Ableiten oder Stilllegen eines kleinen Gewässers, um das Bett von Schlamm, Dreck und Unrat befreien zu können.

## Vorgang
Der Begriff wird auch für das Abstellen von künstlichen Kanälen (z. B. Werkkanäle) verwendet, die gereinigt werden müssen oder an denen Reparaturarbeiten notwendig sind. Dies erfolgt in Freiburg im Breisgau in der Regel einmal im Jahr für zwei Wochen vom Garten- und Tiefbauamt der Stadt, die die Unterhaltspflicht für den Gewerbekanal hat, der ein Gewässer zweiter Ordnung ist. Auch Hausbesitzer und die Betreiber von Wasserkraftanlagen nutzen den Bachabschlag, um Instandsetzungs- und Wartungsarbeiten an Gebäuden und Maschinen durchzuführen. Hauswände, die gleichzeitig Bachwände sind, können gestrichen werden. Die Fische des Gewerbekanals werden zuvor vom Angelsportverein Freiburg, nachdem sie kurz betäubt wurden, abgefischt und dann in der Dreisam ausgesetzt.